# Tenis en Rusia
El tenis ruso comenzó con grandes éxitos a partir de la década de 1990 con Yevgueni Káfelnikov y al año siguiente Marat Safin alcanzando el número 1 del ranking ATP. Posteriormente Nikolái Davydenko estaría en la élite durante varios años. 
Ha nivel de representación nacional el Equipo de Copa Davis de Rusia ha ganado el torneo en dos oportunidades. En 2002, y 2006; en 2002 con Yevgueni Káfelnikov, Marat Safin, y Mijaíl Yuzhny, y en 2006 sin Káfelnikov pero sumando a Nikolái Davydenko, Ígor Andréiev y Dmitri Tursúnov.

## Mejores en el ranking ATP en individuales masculino

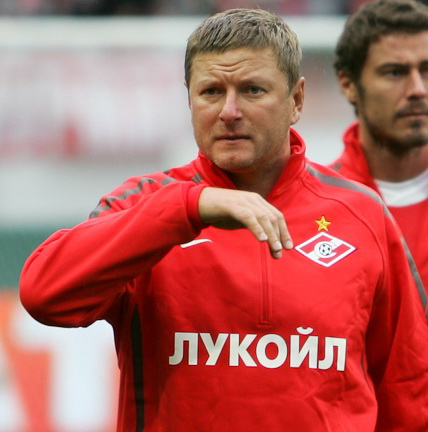
Yevgueni Káfelnikov, el mejor tenista ruso de la historia

Tenistas rusos que han estado entre los 50 mejores del ranking ATP.
| Singlista            | Mejor posición | Año  | Títulos |
| -------------------- | -------------- | ---- | ------- |
| Yevgueni Káfelnikov  | 1.°            | 1999 | 28      |
| Marat Safin          | 1.°            | 2000 | 15      |
| Daniil Medvédev      | 1.°            | 2022 | 20      |
| Nikolái Davydenko    | 3.°            | 2006 | 21      |
| Andréi Rubliov       | 5.°            | 2022 | 17      |
| Mijaíl Yuzhny        | 8.°            | 2008 | 10      |
| Karén Jachánov       | 8.°            | 2019 | 7       |
| Andréi Chesnokov     | 9.°            | 1991 | 7       |
| Andréi Cherkásov     | 13.°           | 1991 | 2       |
| Aleksandr Volkov     | 14.°           | 1993 | 3       |
| Aslan Karatsev       | 14.°           | 2022 | 2       |
| Ígor Andréiev        | 18.°           | 2008 | 3       |
| Dmitri Tursúnov      | 20.°           | 2006 | 7       |
| Alex Bogomolov Jr.   | 33.°           | 2011 | 0       |
| Ígor Kunitsyn        | 35.°           | 2009 | 1       |
| Román Safiulin       | 36.°           | 2023 | 0       |
| Andréi Kuznetsov     | 39.°           | 2016 | 0       |
| Teymuraz Gabashvili  | 43.°           | 2016 | 0       |
| Yevgueni Koroliov    | 46.°           | 2010 | 0       |
| Andréi Oljovski      | 49.°           | 1993 | 2       |
| Alexander Shevchenko | 49.°           | 2023 | 0       |
| Pavel Kotov          | 50.°           | 2024 | 0       |

## Tenistas con más victorias ATP
Tenistas rusos con más de 100 victorias ATP.
| Nombre              | Victorias | Derrotas | Rendimiento |
| ------------------- | --------- | -------- | ----------- |
| Yevgueni Káfelnikov | 609       | 306      | 66,6%       |
| Mijaíl Yuzhny       | 499       | 416      | 54,5%       |
| Nikolái Davydenko   | 482       | 329      | 59,4%       |
| Marat Safin         | 422       | 267      | 61,2%       |
| Daniil Medvedev     | 404       | 172      | 70,2%       |
| Andrey Rublev       | 358       | 201      | 64,1%       |
| Andréi Chesnokov    | 344       | 259      | 57,0%       |
| Karen Khachanov     | 304       | 217      | 58,3%       |
| Aleksandr Volkov    | 303       | 255      | 54,3%       |
| Ígor Andréiev       | 237       | 231      | 50,6%       |
| Dmitri Tursúnov     | 231       | 218      | 51,4%       |
| Andrei Cherkasov    | 193       | 214      | 47,4%       |
| Andrei Olhovskiy    | 117       | 165      | 41,5%       |
| Teymuraz Gabashvili | 116       | 199      | 36,8%       |

## Tenista n.°1 de Rusia en el ranking ATP al finalizar la temporada
| Temporada | Jugador             | Ranking |
| --------- | ------------------- | ------- |
| 1990      | Andréi Chesnokov    | 12°     |
| 1991      | Andréi Cherkásov    | 21°     |
| 1992      | Aleksandr Volkov    | 17°     |
| 1993      | Aleksandr Volkov    | 18°     |
| 1994      | Yevgueni Káfelnikov | 11°     |
| 1995      | Yevgueni Káfelnikov | 6°      |
| 1996      | Yevgueni Káfelnikov | 3°      |
| 1997      | Yevgueni Káfelnikov | 5°      |
| 1998      | Yevgueni Káfelnikov | 11°     |
| 1999      | Yevgueni Káfelnikov | 2°      |

| Temporada | Jugador             | Ranking |
| --------- | ------------------- | ------- |
| 2000      | Marat Safin         | 2°      |
| 2001      | Yevgueni Káfelnikov | 4°      |
| 2002      | Marat Safin         | 3°      |
| 2003      | Yevgueni Káfelnikov | 44°     |
| 2004      | Marat Safin         | 4°      |
| 2005      | Nikolái Davydenko   | 5°      |
| 2006      | Nikolái Davydenko   | 3°      |
| 2007      | Nikolái Davydenko   | 4°      |
| 2008      | Nikolái Davydenko   | 5°      |
| 2009      | Nikolái Davydenko   | 6°      |

| Temporada | Jugador             | Ranking |
| --------- | ------------------- | ------- |
| 2010      | Mijaíl Yuzhny       | 10°     |
| 2011      | Alex Bogomolov Jr.  | 34°     |
| 2012      | Mijaíl Yuzhny       | 25°     |
| 2013      | Mijaíl Yuzhny       | 15°     |
| 2014      | Mijaíl Yuzhny       | 48°     |
| 2015      | Teymuraz Gabashvili | 50°     |
| 2016      | Andréi Kuznetsov    | 46°     |
| 2017      | Andréi Rubliov      | 39°     |
| 2018      | Karén Jachánov      | 11°     |
| 2019      | Daniil Medvedev     | 5°      |

| Temporada | Jugador         | Ranking |
| --------- | --------------- | ------- |
| 2020      | Daniil Medvedev | 4°      |
| 2021      | Daniil Medvedev | 2°      |
| 2022      | Daniil Medvedev | 7°      |
| 2023      | Daniil Medvedev | 3°      |
| 2024      | Daniil Medvedev | 5°      |
| 2025      |                 |         |

## Mejor participación en los torneos de Grand Slam
- Notas: Los jugadores representaban a Rusia durante el torneo. En dobles es considerado al menos un(a) ruso(a). Actualizado hasta septiembre de 2022.

| Categoría                    | Abierto de Australia                  | Torneo de Roland Garros   | Campeonato de Wimbledon | Abierto de los Estados Unidos         |
| ---------------------------- | ------------------------------------- | ------------------------- | ----------------------- | ------------------------------------- |
| Individual masculino         | Ganado (1999, 2005)                   | Ganado (1996)             | Final (1973)            | Ganado (2000, 2021)                   |
| Individual femenino          | Ganado (2008)                         | Ganado (2012, 2014)       | Ganado (2004)           | Ganado (2006)                         |
| Dobles masculino             |                                       | Ganado (1996, 1997, 2002) |                         | Ganado (1997)                         |
| Dobles femenino              | Ganado (1999, 2002, 2005, 2012)       | Ganado (1974, 1989, 2013) | Ganado (1991, 2017)     | Ganado (1991, 2006, 2007, 2014, 2020) |
| Dobles mixto                 | Ganado (1990, 1994, 2004, 2007, 2016) | Ganado (1993)             | Ganado (2006)           | Ganado (2004, 2012)                   |
| Individual masculino juvenil |                                       | Ganado (1966, 2014)       |                         |                                       |
| Individual femenino juvenil  |                                       |                           |                         |                                       |
| Dobles masculino juvenil     |                                       |                           |                         |                                       |
| Dobles femenino juvenil      |                                       |                           |                         |                                       |

## Galería de tenistas masculinos destacados
Tenistas rusos Top 20
|                   |
| Aleksandr Vólkov. |

|                   |
| Andréi Cherkásov. |

|                      |
| Yevgueni Káfelnikov. |

|              |
| Marat Safin. |

|                    |
| Nikolái Davydenko. |

|                |
| Mijaíl Yuzhny. |

|                  |
| Dmitri Tursúnov. |

|                |
| Ígor Andréiev. |

|                 |
| Aslán Karatsev. |

|                  |
| Daniil Medvédev. |

|                 |
| Karén Jachánov. |

|                 |
| Andréi Rubliov. |

## Galería de tenistas femeninas destacadas
|                  |
| María Sharápova. |

|                |
| Dinara Sáfina. |